# Pierre Tevanian
Pierre Tevanian, né en février 1970 à Paris, est un essayiste et militant associatif français. Ancien élève de l'École normale supérieure de Fontenay-Saint-Cloud, il est professeur agrégé de philosophie à Paris

## Biographie
Après avoir milité avec Caroline Fourest dans le collectif prochoix, il est cofondateur avec Sylvie Tissot du collectif « Les mots sont importants » en 2001, Pierre Tévanian est responsable de la rédaction de lmsi.net, la « lettre d'info » du collectif sur internet.
En 2008, Pierre Tevenian figure parmi « la jeune garde » dans un classement effectué par Le Nouvel Observateur sur les « 50 stars de la pensée ».
Il est un initiateur individuel de l'appel des Indigènes de la République.

## Publications

### Philosophie
Pierre Tevanian a publié deux ouvrages de philosophie : La Mécanique raciste — qui est selon l'historienne américaine Joan Scott, « une dissection sans pitié du phénomène raciste, un traité théorique pour un public large » —, et La haine de la religion : comment l'athéisme est devenu l'opium du peuple de gauche.
En ce qui concerne le racisme, étudié à la fois comme concept, perception et affect, Sidi Mohammed Barkat et Pierre Tévanian proposent une réflexion sur les « fondements de la violence politique en situation coloniale, post-coloniale et dans le champ de l’immigration » et sur le thème du corps de l’immigré — « corps spécifique susceptible d’être violenté par l’État ».
Il publie Soyons woke en 2025, plaidoyer pour les bons sentiments visant à faire réagir aux dangers et à déconstruire les arguments anti-woke portée par les partis d'extrême droite. 

## Polémiques sur le port du voile
En 2003, la France est le lieu de polémiques sur le port du voile qui relancent, pour la troisième fois en 15 ans, le débat sur le principe de laïcité, et la commission Stasi conduit une réflexion sur son application dans les écoles. En octobre, le collectif Les mots sont importants participe, aux côtés notamment des Jeunesses communistes révolutionnaires, du Mouvement de l'immigration et des banlieues, et de l'association féministe Femmes publiques, à l'organisation d'un rassemblement de soutien devant l'établissement scolaire de Alma et Lila Lévy — deux jeunes filles qui doivent passer devant le conseil de discipline pour avoir refusé de retirer le voile islamique. Caroline Fourest écrit « Pierre Tévanian et quelques autres militants favorables à l'entrée du voile à l'école ont organisé une manifestation de soutien », pendant que les organisateurs affirment « Nous ne sommes pas pour le voile, nous sommes contre les exclusions ». Il signe l'appel "Oui à la laïcité, non aux lois d'exception", publié dans Libération du 20 mai 2003, qui considère qu'"on ne peut pas considérer la jeune fille voilée comme coupable".
En septembre 2005, il publie Le voile médiatique. Un faux débat : « l’affaire du foulard islamique », un ouvrage dans lequel l'auteur questionne le débat français qui a conduit à la loi sur les signes religieux à l'école. Tevanian se demande en quoi « une loi éloignant de l’école laïque des collégiennes et des lycéennes pourrait mettre en difficulté un quelconque groupe intégriste ». Selon lui, l'adoption du texte législatif est le résultat d'un ensemble de causes — surmédiatisation, focalisation, sélection biaisée des intervenants dans le débat, etc. — qui a débouché sur la « production d’un consensus islamophobe, faisant de l’élève voilée le vecteur de tous les maux et de toutes les menaces », « l’exutoire inespéré à un racisme latent que l’on retrouve dans tous les milieux sociaux et toutes les familles politiques », une question qui est venue brouiller durablement « l’identité et l’unité de la gauche ». Il considère que cette question biaisée ("pour ou contre le voile ?") a fait exploser la gauche (syndicale, antiraciste, féministe) qu'un racisme postcolonial continuerait de ronger.

## Réception critique
Marina Da Silva dans une critique de l'ouvrage Les mots sont importants. 2000-2010 parue dans Le Monde diplomatique souligne que les textes publiés sont « produits par dix années de combat » et considère que les auteurs — Sylvie Tissot et Pierre Tevanian — y ont cherché « à partir de leur propre engagement féministe, antiraciste et antisécuritaire […] à exposer la « complexité » de toutes les formes de résistance ».
Son ouvrage La haine de la religion. Comment l'athéisme est devenu l'opium du peuple de gauche reçoit une bonne critique de Frédéric Pagès pour Le Canard enchaîné. Le journaliste Edwy Plenel écrit au sujet du même ouvrage qu'il « montre comment un athéisme sectaire et intégriste, à rebours de la véritable laïcité, devient parfois l'opium du peuple de gauche ».
Benjamin Caraco, doctorant au moment de cette recension, dans son compte rendu de lecture, écrit que l'auteur « prend le temps de citer et de commenter les grands textes marxistes sur la question, s'élevant au-dessus des dogmatismes et rendant sa complexité au problème ». Pierre Dharréville, dans un ouvrage consacré à la question de la laïcité, en France cite Pierre Tevanian comme exemple de philosophe ayant critiqué les confusions fréquentes dans le débat public entre athéisme et laïcité. Selon Jean-Guillaume Lanuque, cet ouvrage (et son travail de réhabilitation des religions) est critiqué par le philosophe marxiste Yvon Quiniou dans son ouvrage de 2014 Critique de la religion. Une imposture morale, intellectuelle et politique. Pour Christian Beuvain (avec la collaboration de Jean-Guillaume Lanuque) : « Pourquoi alors publier cette brochure partisane, de piètre facture (avec sa posture vite irritante du professeur énonçant ses leçons), à l’écriture relâchée de surcroît ? ».
Pour l'essayiste Caroline Fourest, Pierre Tevenian « symbolise à lui seul le militant de gauche prêt à succomber aux sirènes de l'islamisme au prétexte de l'antiracisme. Il défend un tiers-mondisme particulièrement caricatural, où tout est colonisation, et publie des articles incendiaires contre ni putes ni soumises et SOS Racisme qu'il accuse d'entretenir l'« islamophobie » ambiante. Il soupçonne tous les mouvements dénonçant les viols, le sexisme et l'homophobie dans les cités de stigmatiser les banlieues comme « boucs-émissaires » ». En réponse, Pierre Tevanian écrit un texte critique dans lequel ces affirmations sont qualifiées d'« affabulations ».
Pierre-André Taguieff considère que Pierre Tevenian est un « agitateur gauchiste ». Dans un autre ouvrage en 2010, il notait à propos des « groupes gauchistes extrémistes défendant une vision multicommunautariste de la société française, tout en manifestant de la complaisance, et souvent de l'empathie, à l'égard des milieux islamistes » ; que Pierre Tévanian est « passé par le MRAP et la mouvance Dieudonné, signataire de l'appel des indigènes de la République, et auteur de libelles répétitifs ».
Pour Pascal Bruckner, « on est ainsi avec Pierre Tevanian dans le pur esprit du Ku Klux Klan mais inversé : ce dernier maudit les noirs, les jaunes, les juifs, les Hispaniques, Pierre Tevanian maudit les blancs. Pour lui comme pour les suprémacistes américains, l'appartenance à une « race » est une malédiction ».

## Publications

### Ouvrages
- Le racisme républicain : réflexions sur le modèle français de discrimination, l'Esprit frappeur, 2002
- Le ministère de la peur : réflexions sur le nouvel ordre sécuritaire, l'Esprit frappeur, 2004
- Le voile médiatique : Un faux débat : « l'affaire du foulard islamique », Paris, Liber, coll. « Raisons d'agir », septembre 2005, 141 p. (ISBN 2-912107-24-5)
- La République du mépris : métamorphoses du racisme dans la France des années Sarkozy, La Découverte, 2007
- La mécanique raciste, Dilecta, coll. « État des lieux », septembre 2008, 126 p. (ISBN 978-2-916275-44-4 et 2-916275-44-4)
- Dévoilements : du hijab à la burqa, les dessous d'une obsession française, Paris, Libertalia, coll. « À Boulets rouges », 2012, 160 p. (ISBN 978-2-918059-23-3, présentation en ligne)
- La haine de la religion : comment l'athéisme est devenu l'opium du peuple de gauche, La Découverte, 2013, 128 p. (ISBN 978-2-7071-7590-8 et 2-7071-7590-0, présentation en ligne)
- Chronique du racisme républicain, Syllepse, 2013
- Mulholland Drive, la clef des songes , Dans nos histoires , 2019
- Soyons woke, Paris, Éditions Divergences, 2025, 130 p. (ISBN 9791097088842)

### En collaboration avecSylvie Tissot
- Stop quelle violence ?, Paris, L'Esprit frappeur, avril 2001, 119 p. (ISBN 2-84405-154-5)
- Dictionnaire de la lepénisation des esprits, Paris, L'Esprit frappeur, septembre 2002, 373 p. (ISBN 2-84405-193-6)
- Les mots sont importants : 2000/2010, Paris, Libertalia, 2010, 288 p. (ISBN 978-2-918059-09-7, présentation en ligne)
- Mots et maux d'une décennie : 2010-2020, Paris, Cambourakis, 2020, 368 p.

### Participation à des ouvrages collectifs
- Faut-il avoir la haine ?, dir. Olivier Le Cour Grandmaison, Éd., L'Harmattan, 2001
- L'époque de la disparition. II, dir. Jean-Louis Déotte, Éd., L'Harmattan, 2002
- Le foulard islamique en questions, dir. Charlotte Nordmann, Éd., Éditions Amsterdam, 2004
- La machine à punir : discours et pratiques sécuritaires, dir. Laurent Bonelli, Éd., L'esprit frappeur, 2004
- Almanach critique des médias, dir. Olivier Cyran et Mehdi Ba, Éditions Les Arènes, 2005
- Livre noir de la condition des femmes, S. Treiner, F. Gaspard, C. Ockrent éd., XO éditions, 2006
- Culture postcoloniale, N. Bancel, P. Blanchard éd., Éditions Autrement, 2006
- Les filles voilées parlent, Ismahane Chouder, Malika Latrèche et Pierre Tevanian, Éditions La Fabrique, 2008
- Burqa-bla-bla : petit chahut deviendra grand (sous la direction d'Abdellah Boudami), Égalité éditions, 2012